# Campeonato Nacional de Rayuela
El Campeonato Nacional de Rayuela es una competencia deportiva que reúne a los mejores equipos de rayuela de Chile. Se lleva a cabo anualmente en diferentes ciudades y tiene como objetivo coronar al mejor club de la competición, como también, premios por presentaciones individuales. El torneo ha sido organizado por dos entidades federativas. El campeón de  2024 es el Club La Higuera, quien venció al Club La Estrella en la ciudad de Rinconada. Los clubes representantes logran su clasificación al ser campeones de su asociación, y participar en las Clasificatorias o Eliminatorias previas del torneo nacional.
Fue declarado deporte nacional mediante la Ley 20777, promovida por el Congreso Nacional de Chile. Su promulgación y publicación se dieron en septiembre y octubre de 2024.

## Equipos participantes

### Clubes campeones
Un total de 12 equipos (considerando fusiones y cambios de nombre), participaron en la versión del año 2024 del campeonato.
- La Higuera (La Ligua-Zapallar)
- La Estrella (Rinconada)
- Rocas de Santo Domingo (Santo Domingo)
- El Rana (Colina)
- Club José Santo Ossa (Conchalí)
- Estrecho de Magallanes (Iquique)
- Andacollo (Copiapó)
- Vialidad (Illapel)
- Buenos Amigos (Chillán)
- Unión Teno (Teno)
- El Pardo (Salamanca)
- Muñoz Teno (Curicó)

### Asociaciones
Son 12 las asociaciones que se hicieron presente en la versión del año 2024.
- Asociación Rinconada de Los Andes
- Asociación Copiapó
- Selección de San Antonio
- Asociación de La Ligua
- Asociación de Rayuela de Colina
- Asociación Talca
- Asociación Rengo
- Asociación Maipú
- Asociación Chillán
- Asociación Coquimbo
- Asociación Curicó
- Asociación Iquique

## Palmarés

### Clubes Campeones
Lista incompleta de campeones.
- 2012: Club La Estrella
- 2023: Club José Santo Ossa
- 2024: Club La Estrella

### Asociaciones
- 2022: Asociación Rinconada de Los Andes[7]
- 2024: Asociación Rinconada de Los Andes[5]